# Stephen Breyer

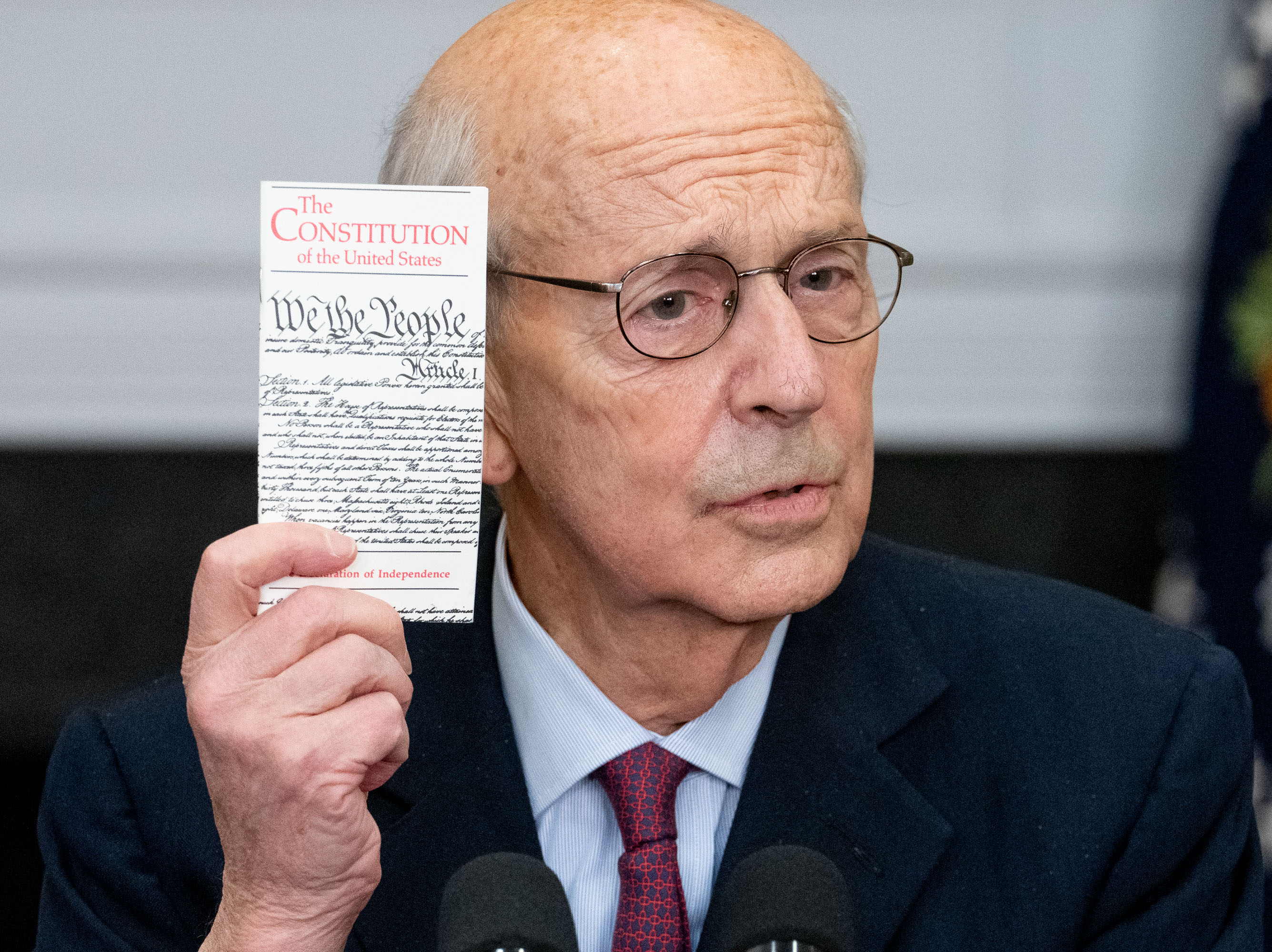
Stephen Breyer (2022)

Stephen Gerald Breyer (* 15. August 1938 in San Francisco, Kalifornien) ist ein amerikanischer Jurist und ehemaliger Richter am Obersten Gerichtshof der Vereinigten Staaten (Supreme Court). Er amtierte seit 1994 und galt zuletzt zusammen mit den Richterinnen Elena Kagan und Sonia Sotomayor als Teil des liberalen Flügels am Gerichtshof. Am 30. Juni 2022 trat er von seinem Amt zurück.

## Werdegang
Breyer kam in San Francisco als Kind jüdischer Eltern aus der Mittelschicht zur Welt. Er besuchte die Lowell High School und studierte anschließend an der Stanford University sowie mit einem Marshall-Stipendium am Magdalen College der University of Oxford und wurde mit dem Abschluss eines BA (Bachelor of Arts) graduiert. In Harvard erwarb er den LLB (Bachelor of Laws).
Im Jahr 1964 fungierte er als Referendar (law clerk) am Obersten Gerichtshof der Vereinigten Staaten für Richter Arthur Goldberg. Anschließend war er in der Verwaltung als Sonderassistent des Justizministers für Wettbewerbsrecht, als assistierender Sonderstaatsanwalt in der Watergate-Affäre und als Rechtsberater für den Justizausschuss des US-Senats tätig.
1967 heiratete Breyer Joanna Hare, mit der er drei Kinder hat. Von 1967 bis 1994 war er Professor an der Harvard Law School, von 1977 bis 1980 auch Professor an der Kennedy School of Government von Harvard, und Gastprofessor am Rechtskollegium von Sydney und der Universität von Rom. In Harvard war Breyer als führender Experte für Verwaltungsrecht bekannt.
Von 1980 bis 1994 diente er als Richter am Bundesappellationsgerichtshof für den 1. Gerichtskreis (United States Court of Appeals for the First Circuit), dem er 1990 bis 1994 als Nachfolger von Levin H. Campbell auch vorstand. Als Mitglied der United States Sentencing Commission war er von 1985 bis 1989 maßgeblich an der Erarbeitung der Strafbemessungsrichtlinien beteiligt, die zur Vereinheitlichung der ausgesprochenen Strafen in Straffällen dienen sollten. 1982 wurde er in die American Academy of Arts and Sciences und 2004 in die American Philosophical Society aufgenommen.
1994 nominierte ihn US-Präsident Bill Clinton als Nachfolger von Harry A. Blackmun als Richter am Obersten Gerichtshof der Vereinigten Staaten. Der US-Senat bestätigte Breyer mit 87:9 Stimmen im Amt. In der Folge war Breyer bis zur Bestätigung von Richter John Roberts im Jahr 2005 amtsjüngster Richter am Supreme Court.
Für 2019 wurde Breyer die Manley-O.-Hudson-Medaille der Amerikanischen Gesellschaft für internationales Recht (ASIL) zugesprochen.
Anfang 2022 wurde bekannt, dass Breyer sich vom Gericht „zum Ende des laufenden Gerichtsjahres im Juni“ zurückziehen wolle. Dies bestätigten Breyer und das Weiße Haus im Laufe des 27. Januar 2022. Am 30. Juni 2022 trat Ketanji Brown Jackson seine Nachfolge an.

## Rechtsprechung
Breyer gilt als pragmatischer Verfassungsrechtler, der eher an der Kontinuität und Kohärenz des Rechts interessiert ist als an dogmatischen Vorgaben. Über viele Jahre stimmte er häufig wie seine Richterkollegen David Souter – bis zu dessen Rücktritt im August 2009 – und Ruth Bader Ginsburg, die in dieser Konstellation zusammen mit John Paul Stevens als linker (im US-Sprachgebrauch „liberaler“) Flügel des Gerichtshofs galten.
Er trat stets für ein verfassungsmäßiges Recht auf Abtreibung – seit dem Leitentscheid Roe v. Wade (1973) eines der umstrittensten Themen der US-Politik – ein. Auch gilt er als Verfechter der ebenfalls umstrittenen Berücksichtigung von völkerrechtlichen und ausländischen Präzedenzfällen. Dagegen ist Breyer vorsichtig bei der grundrechtlichen Beschränkung der Kompetenzen der Strafverfolgungsbehörden und plädiert für eine zurückhaltende gerichtliche Überprüfung legislativer Einschränkungen der Meinungsäußerungsfreiheit unter dem Ersten Verfassungszusatz. Am 26. Juni 2003 erklärte der Oberste Gerichtshof mit sechs zu drei Stimmen die Sodomiegesetze für ungültig. Breyer vertrat dabei die Mehrheitsmeinung.

## Sonstiges
Im Oktober 2011 wurde Breyer in die Jury zur Vergabe des Pritzker-Preises, der weltweit renommiertesten Auszeichnung im Bereich der Architektur, berufen.

## Veröffentlichungen (Auswahl)
- Active Liberty: Interpreting Our Democratic Constitution. Vintage, New York 2006, ISBN 978-0-307-27494-6.
- Making Our Democracy Work: A Judge’s View. Vintage, New York 2011, ISBN 978-0-307-39083-7.
- The Court And The World: American Law and the New Global Realities. Alfred A. Knopf, New York 2015, ISBN 978-1-101-94619-0.
- The Authority of the Court and the Peril of Politics. Harvard University Press, Cambridge 2021, ISBN 978-0-674-26936-1.